# Skjombotn
Skjombotn est une localité du comté de Nordland, en Norvège.

## Géographie
Administrativement, Skjombotn fait partie de la kommune de Narvik.